# Michel Vermeulin
Michel Vermeulin (Montreuil, 6 settembre 1934) è un ex ciclista su strada francese.

## Palmarès
- Giochi olimpici

Melbourne 1956: oro nella corsa a squadre, argento nell'inseguimento a squadre.